# Fleur Pellerin
Fleur Pellerin  —nacida como Kim Jong-sook— (Seúl, Corea del Sur, 29 de agosto de 1973) es una empresaria francesa, exfuncionaria y política del Partido Socialista que se desempeñó como ministra del gobierno francés de 2012 a 2016.

## Biografía
Pellerin nació en 1973 en Seúl, Corea del Sur, donde fue abandonada en las calles con solo tres o cuatro días de nacida antes de ser rescatada por un orfanato; seis meses después fue adoptada por una familia francesa. Según sus registros de adopción, se llamaba Kim Jong-Suk (김종숙, 金鍾淑), aunque no está claro cómo llegó a tener ese nombre. Criada por padres de clase media (su padre, que tiene un doctorado en física nuclear, es propietario de una pequeña empresa), creció en dos suburbios de París, Montreuil y Versailles.

## Trayectoria
Se graduó con una maestría en administración, de la escuela de negocios Escuela Superior de las Ciencias Económicas y Comerciales cuando tenía 21 años. Luego se graduó de Instituto de Estudios Políticos de París (MPA) antes de asistir a la Escuela Nacional de Administración (ENA). Se unió al Tribunal de Cuentas de Francia, donde ascendió hasta convertirse en una funcionaria de alto rango. De 2010 a 2012, se desempeñó como presidenta del 21st Century Club, un grupo francés que promueve la diversidad en el empleo.

### Carrera política
Se hizo cargo de los temas de "sociedad y economía digital" para el candidato del Partido Socialista François Hollande en su campaña para las elecciones presidenciales francesas de 2012.
Tras la elección de Hollande, Pellerin fue designada responsable de Pequeñas y Medianas Empresas, Innovación y Economía Digital. En julio de 2012, anunció públicamente su oposición a la venta de tecnologías de vigilancia masiva, lo que provocó un gran revuelo en los círculos políticos franceses, ya que Francia es uno de los mayores vendedores de esa tecnología. En noviembre de 2013, implementó la creación de la etiqueta French Tech.

#### Ministra de Cultura y Comunicaciones, 2014–2016
En agosto de 2014, fue nombrada ministra de Cultura como parte del primer gobierno del presidente del Gobierno Manuel Valls. Poco después de su nombramiento, la revista francesa L'Express informó que ella estaba de vacaciones en la villa corsa propiedad del productor de cine Pascal Breton, lo que generó dudas éticas.
En marzo de 2015, Pellerin nominó a Serge Lasvignes para dirigir el Centro Pompidou, en una sorpresiva elección para reemplazar a Alain Seban. Bajo su liderazgo, el Ministerio de Cultura francés hizo una oferta en septiembre de 2015 para comprar uno de los muy codiciados retratos de Rembrandt propiedad de Éric de Rothschild para el Louvre en París, ofreciendo 80 millones de euros.
Como parte de una importante remodelación del gobierno a principios de 2016, fue despedida y reemplazada por Audrey Azoulay, quien en ese momento se desempeñaba como asesora cultural de Hollande.

### Carrera de negocios
En agosto de 2016, Pellerin renunció a la función pública francesa para comenzar a trabajar en el sector privado. Luego se convirtió en directora de Korelya Capital, un fondo de inversión destinado a tecnologías emergentes que se benefició de una financiación de 100 millones de euros de la South Korean Naver Corporation. También ocupó varios otros cargos, incluidos los siguientes:
- Reworld Media, Miembro Independiente de la Junta Directiva (desde 2019)[15]
- KLM, Miembro de la Junta Directiva (desde 2018)[16]
- Schneider Electric, Miembro del Consejo de Administración (desde 2018)[17]

En agosto de 2018, la empresa Richtopia, con sede en el Reino Unido, la incluyó en el puesto número 2 de la lista de los 100 empresarios franceses más influyentes.

## Otras actividades
- Fondo de dotación del Louvre, miembro de la junta directiva[19]
- Institut Montaigne, Miembro del Consejo de Administración[20]